# Ordre du Lion blanc
L’ordre du Lion blanc (en tchèque : Řád bílého lva) est la plus haute distinction accordée par la République tchèque et, avant elle, par la Tchécoslovaquie. Ordre à cinq classes à sa création (comme la Légion d'honneur en France), le nombre est réduit à trois en 1961. Il peut être accordé à titre civil ou militaire et est ouvert aux étrangers. Orné du lion blanc, symbole de la Tchéquie depuis 1814 et de sa devise Pravda vítězí, « la vérité vaincra », il est créé par la loi du 10 avril 1920 qui suit de peu celle visant à la suppression des ordres chevaleresques. Elle reprend la croix nobiliaire de Bohême étoilée à cinq branches à trois pointes chacune, or ou argent, émaillées de rouge, anglées d'une feuille de tilleul entre les branches (it) chargée du lion blanc (couronné dans le premier type), dressé et portant l'écusson à la croix double de Tchéquie, avec au revers les lettres CRS au centre du médaillon sur fond d'émail rouge entouré de la devise et sur chaque branche les écussons représentant les provinces. L'insigne est surmonté d'une couronne de feuilles à titre civil et elle est barrée d'épées croisées à titre militaire. l'ensemble est suspendu par un ruban rouge avec deux raies blanches de part et d'autre, liserées de rouge.
En 1945, un ordre similaire est créé, l’ordre du Lion blanc « pour la Victoire » (Řád bílého lva „Za vítězství“). Sous le communisme, il entre dans un sommeil relatif ; sans être supprimé, on lui préfère une série d’ordres nouvellement créés : de Klement Gottwald, du 25 février, de la victoire de février rappelant la date du coup de Prague, l’ordre de la République, etc.
Sous la République fédérale tchèque et slovaque, à la suite des manifestations nationalistes slovaques, la devise Pravda vítězí est remplacée par son équivalent latin Veritas vincit, supposé neutre.
Parmi les récipiendaires français, citons les présidents François Mitterrand (in memoriam, 1999), Jacques Chirac (1997), les généraux Eugène Mittelhauser pour son rôle de chef d'état-major de l'armée tchécoslovaque en 1922, Louis-Eugène Faucher (1934) et Jean-Philippe Douin (1997), l'ambassadeur Léon Noël (1935), alors ministre de France à Prague (1932-1935), Albert Imhaus (1882-1952), lieutenant-colonel, attaché militaire (1931), Georges Féa, sous-préfet de La Flèche, Albert Roper (1891-1969), aviateur et initiateur du Droit Aérien International. En 1999, pour célébrer les dix ans de la chute du communisme, les acteurs clés du changement sont récompensés : outre François Mitterrand précité, Mikhaïl Gorbatchev, Helmut Kohl, Margaret Thatcher, Ronald Reagan, Lech Wałęsa sont alors honorés de l’ordre du lion blanc. Václav Havel, pour sa part, devra attendre modestement la fin de son mandat, en 2003, pour les rejoindre au sein de l’Ordre. Capitaine Samuel Nalot envoyé à la mission militaire française en Tchécoslovaquie (1922-30), promu chef de bataillon, professeur au cours d’infanterie de l’École de guerre de Prague.

## Rubans
| Rubans      | Rubans      | Rubans       | Rubans      | Rubans        |
|             | (1922–1961) | (1961–1990)  | (1990–1992) | (depuis 1994) |
| ----------- | ----------- | ------------ | ----------- | ------------- |
| Ire Classe  |             |              |             |               |
| IIe Classe  |             |              |             |               |
| IIIe Classe |             |              |             |               |
| IVe Classe  |             | Non existant |             |               |
| Ve Classe   |             | Non existant |             |               |